# Velika Kladuša
Velika Kladuša je město v Bosně a Hercegovině, ve Federaci Bosny a Hercegoviny, nedaleko hranic s Chorvatskem; v kantonu Una-Sana. Je patnácté největší v zemi a žije zde 19 000 obyvatel, spolu s okolím pak je domovem (podle odhadu z roku 2007) pro více než 44 tisíc lidí.

## Historie
První písemná zmínka o Veliké Kladuši pochází z roku 1280. Obec se začala rozrůstat okolo pevnosti, která patřila nejprve rodu Babonići-Blagajski, později ji držel Hrvoje Vukčić Hrvatinić. V roce 1558 ji vypálili Turci, pevnost zůstala zničena zhruba padesát let, než se poté dali do její obnovy. 
Po druhé světové válce došlo ve Veliké Kladuši (stejně jako v celé Cazinské krajině ke vzpouře sedláků proti komunistické vládě. V souvislosti s modernizací a industrializací města byly nicméně v pozdějších letech prováděny rozsáhlé průzkumy ložisek, ale i vod, ve snaze najít vhodné místo pro těžbu a případně zdroj surovin pro průmyslové závody. V dobách socialismu se město rozvíjelo díky modernímu podniku Agrokomerc, který zaměstnával tisíce lidí. Velika Kladuša se stala symbolem ekonomického rozvoje Bosny. V druhé polovině 80. let byla nicméně odhalena rozsáhlá aféra s nelegálními aktivitami podniku.
V 90. letech zde vznikla Autonomní oblast Západní Bosna, kterou vedl někdejší ředitel podniku, Fikret Abdić. V současné době je Velika Kladuša součástí Federace Bosny a Hercegoviny, jasně dominuje islámský prvek, který reprezentuje bosňácké obyvatelstvo. V hospodářství dominují nyní hlavně malé podniky. Na konci 90. let 20. století byla v areálu společnosti Agrokomerc umístěna kanadská základna vojsk SFOR a IFOR, na které působila česká vrtulníková jednotka.

## Obyvatelstvo
V roce 1991 žilo ve městě a jeho okolí žilo 52 921 obyvatel. 92 %, čili 48 600 obyvatel z toho, byli Bosňáci, 2 261, čili 4,2 %, činili Srbové, 1,9 % Jugoslávci, 1,3 % Chorvati a ostatní byli zastoupeni méně než 1 %. Po válce v letech 1992–1995 se počet Srbů ještě více snížil.

### 2013
Podle sčítání lidu v roce 2013 měla Velika Kladuša 40 419 obyvatel, včetně:
- 32 561 Bosňáků (80,56%)
- 4 781 Bosňanů (11,83%)
- 1 366 Muslimů (3,38%)
- 636 Chorvatů  (1,57%)
- 146 Srbů (0,36%)

### Náboženství
Podle sčítání lidu z roku 2013 náboženské složení Velika Kladuše zahrnuje:
- 36 643 muslimů (90,66%)
- 305 katolíků (0,75%)
- 160 pravoslavných (0,40%)
- 3 491 ostatních (8,64%)